# Tōchō-ji
Le Tōchō-ji (東長寺) est un temple bouddhiste Shingon situé à Hakata-ku, préfecture de Fukuoka au Japon. Son préfixe honorifique sangō est Nangakuzan (南岳山). Il est fondé par Kūkai avec le soutien de Tadayuki Kuroda, deuxième gouverneur de la province de Fukuoaka et sa construction est achevée en 806, ce qui en fait le temple Shingon le plus ancien de Kyushu.

## Fukuoka Daibutsu (statue du Grand Bouddha)
La création de la statue de Bouddha commence en 1988 et dure quatre ans. La statue fait 10,8 m de haut et pèse 30 t. Il s'agit de la plus grande des statues de Bouddha assis au Japon. L'anneau de lumière derrière le Bouddha se tient à 16,1 m de hauteur. Il est sculpté avec de nombreuses images de Bouddha. En plus de la statue, il existe une salle d'exposition de trésors.

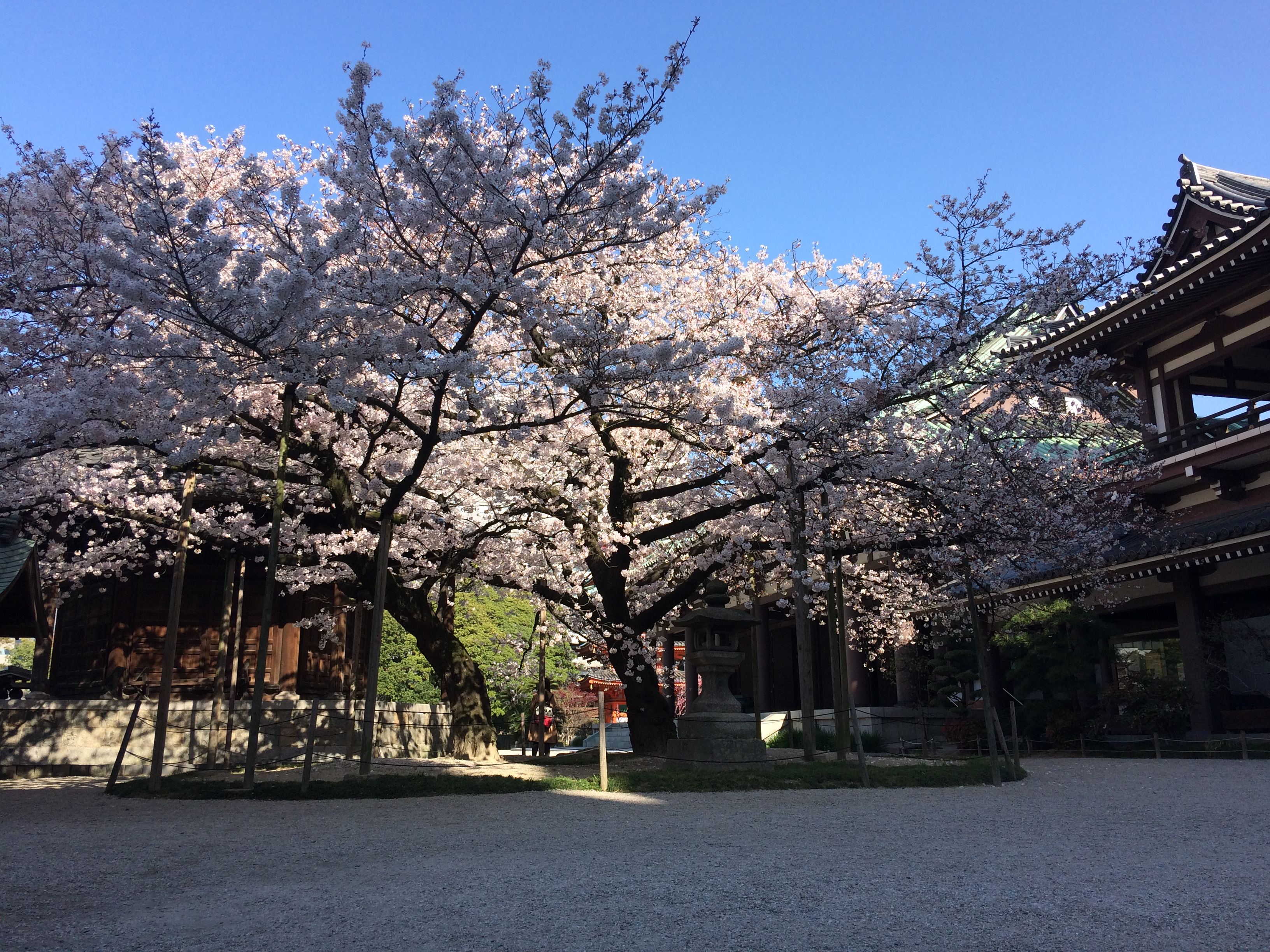
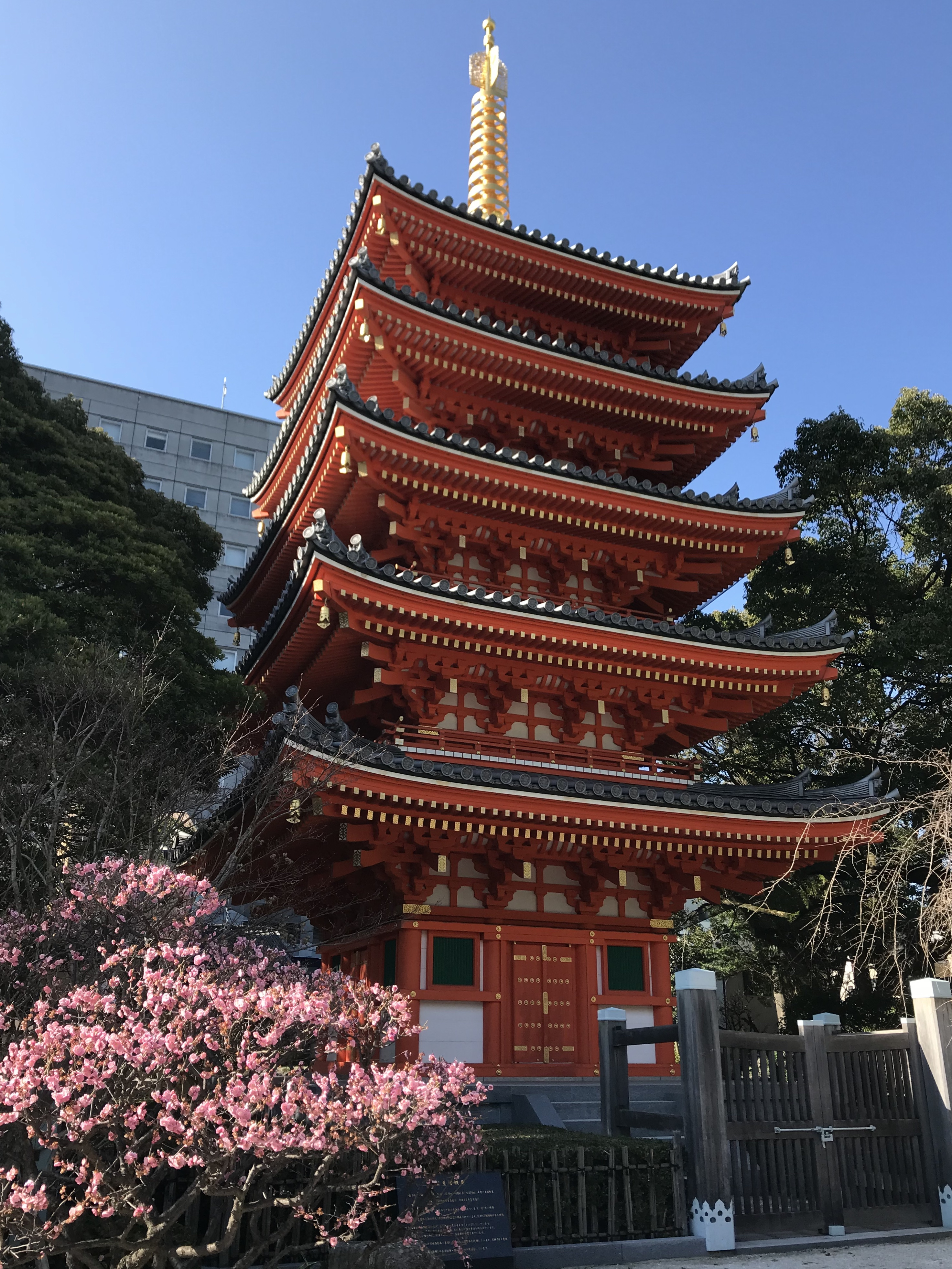
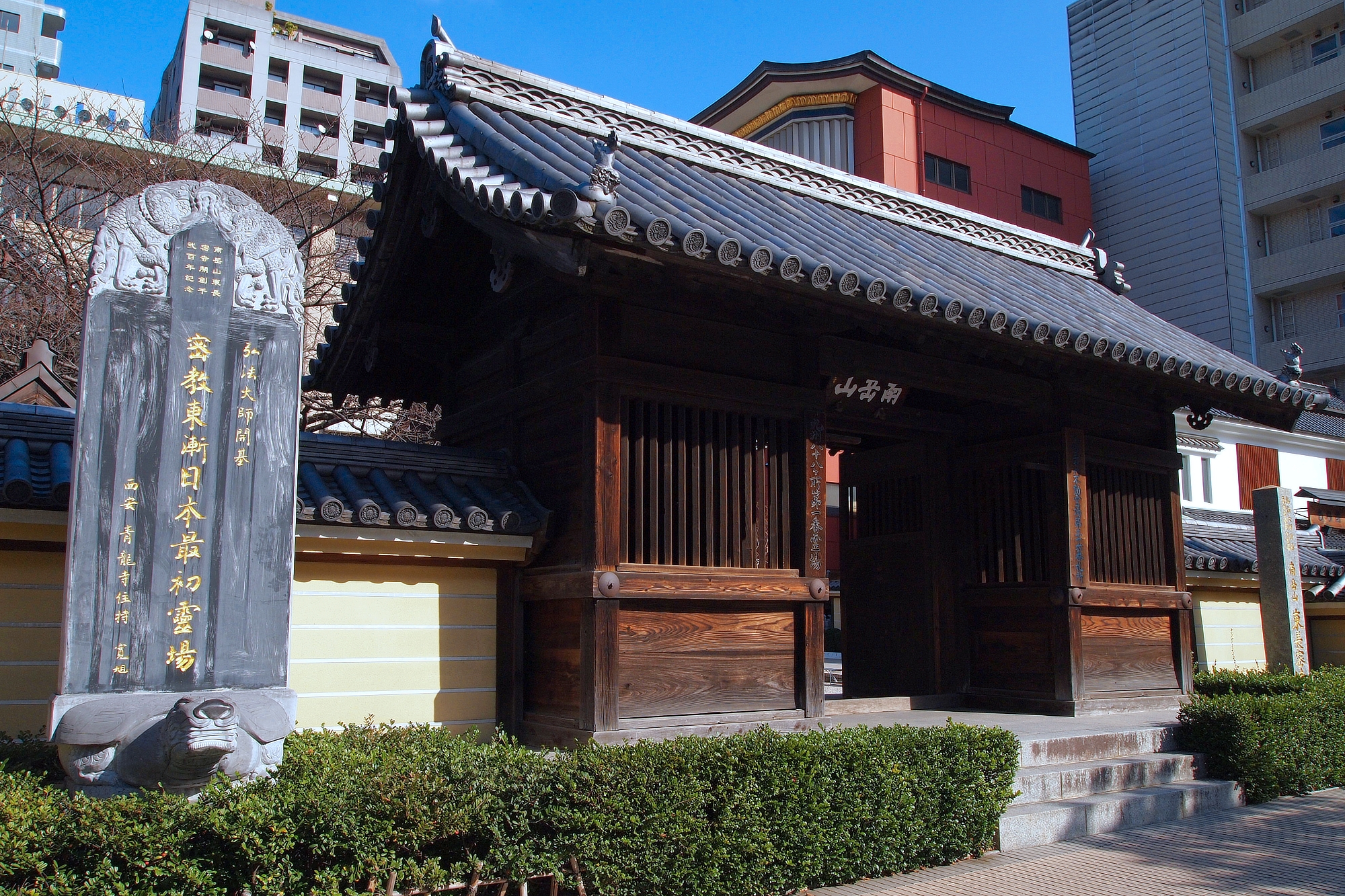
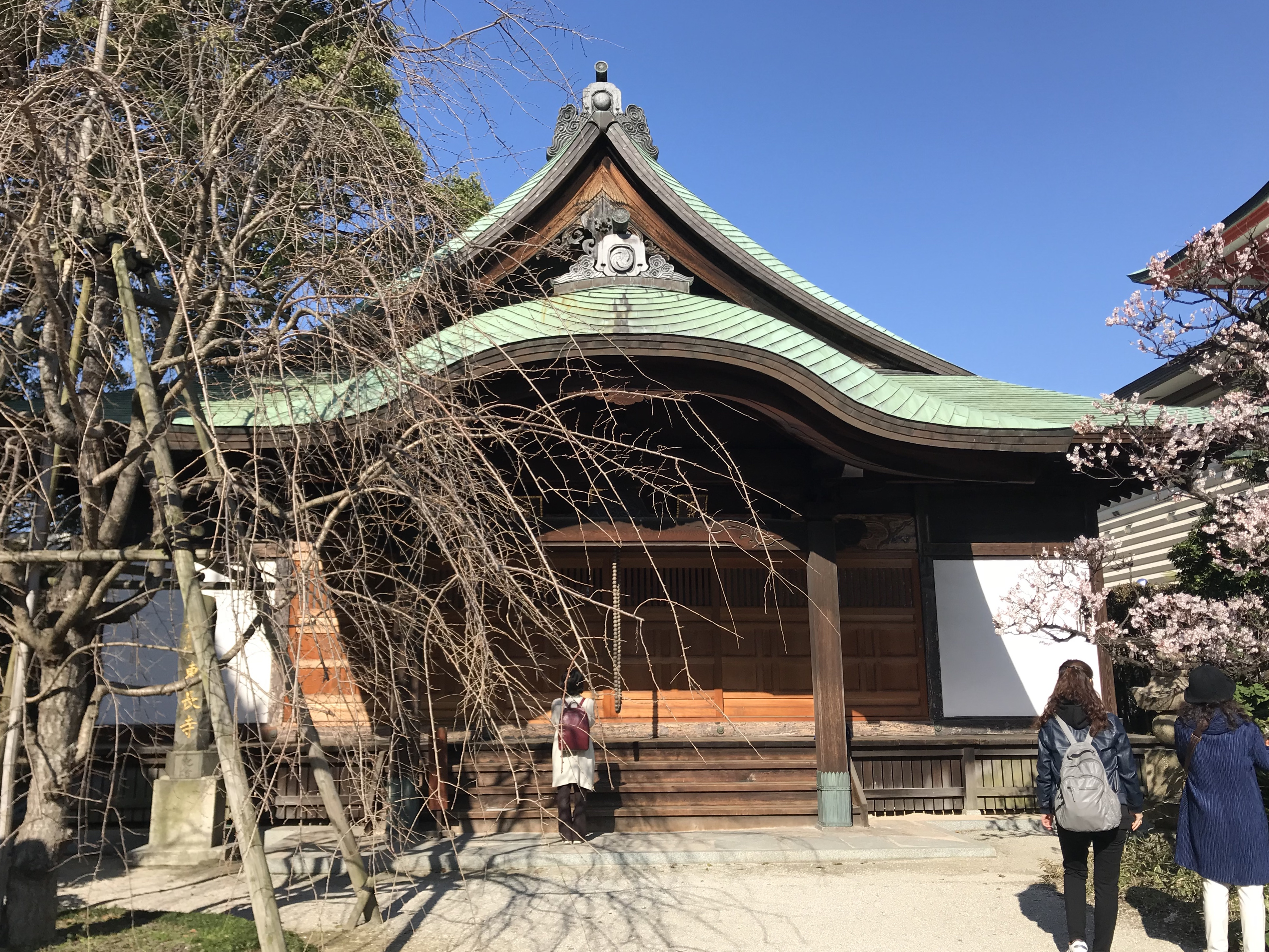
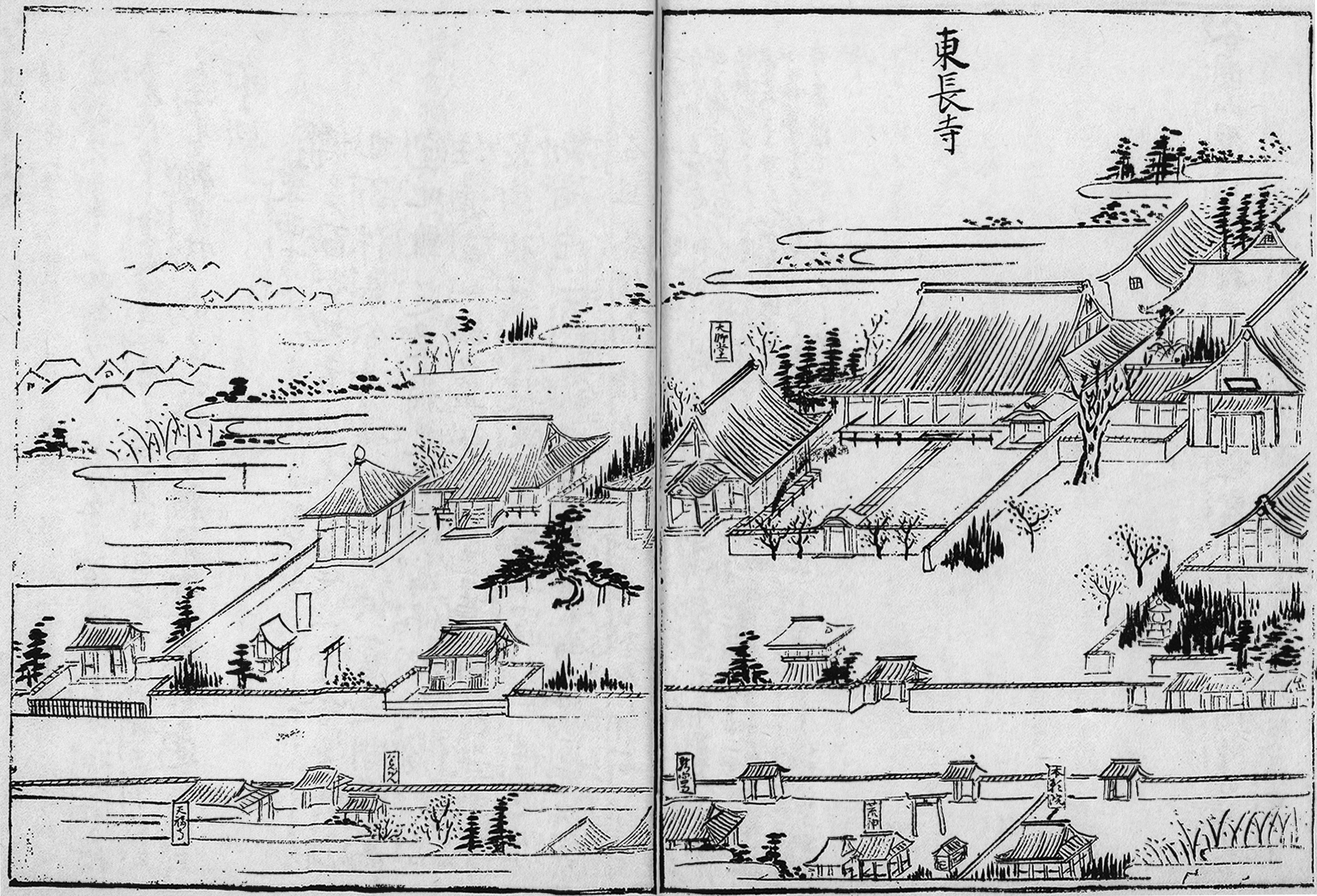
1821
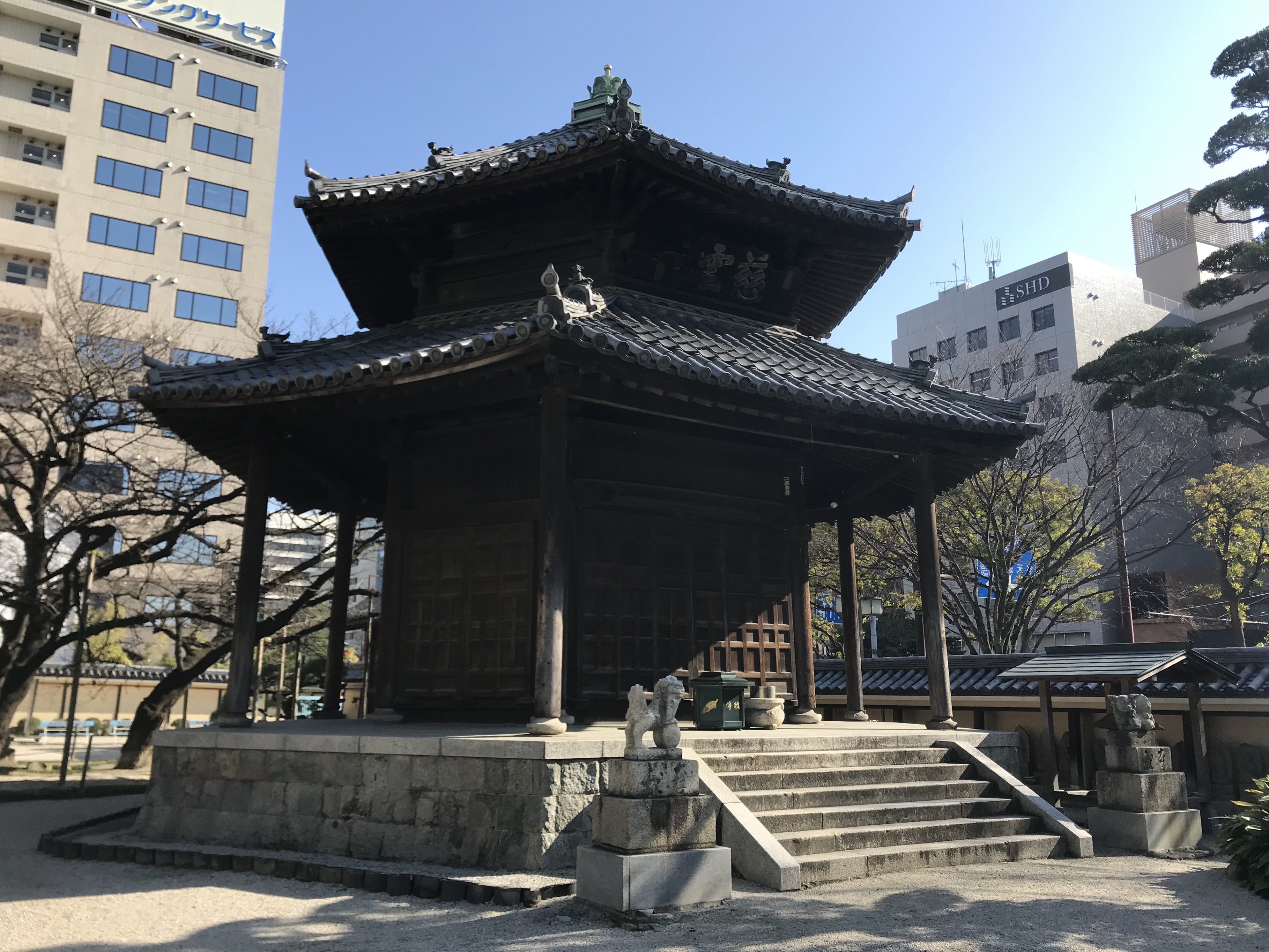
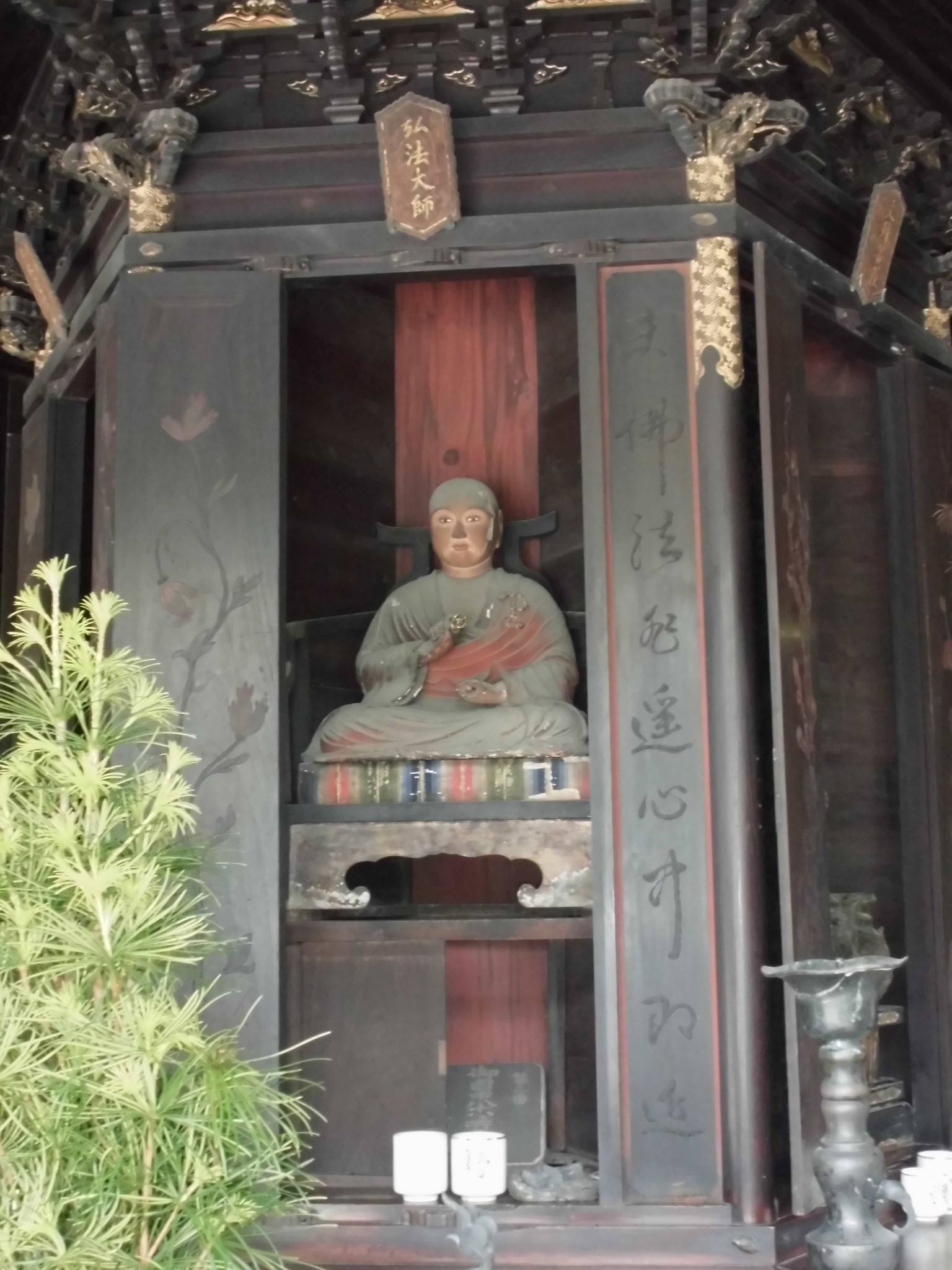
Kūkai
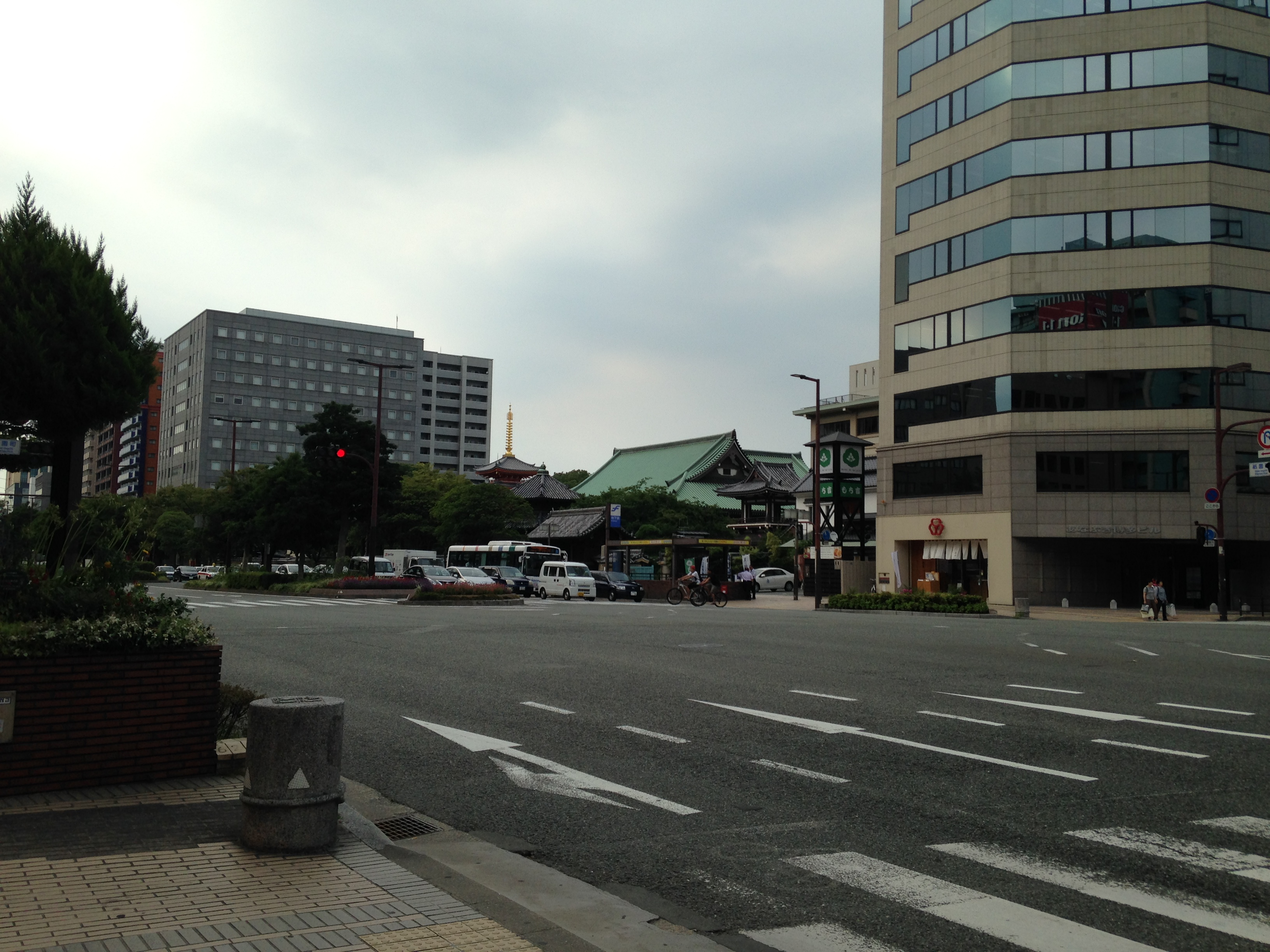

## Source de la traduction
- (en) Cet article est partiellement ou en totalité issu de l’article de Wikipédia en anglais intitulé « Tōchō-ji » (voir la liste des auteurs).